# Loma de Oro, Uxpanapa
Loma de Oro är en ort i Mexiko.   Den ligger i kommunen Uxpanapa och delstaten Veracruz, i den sydöstra delen av landet, 600 km öster om huvudstaden Mexico City. Loma de Oro ligger 72 meter över havet och antalet invånare är 123.
Terrängen runt Loma de Oro är kuperad söderut, men norrut är den platt. Runt Loma de Oro är det ganska glesbefolkat, med 29 invånare per kvadratkilometer. Närmaste större samhälle är Poblado 10, 8,4 km väster om Loma de Oro. Omgivningarna runt Loma de Oro är en mosaik av jordbruksmark och naturlig växtlighet.